# لیختنشتاین باس
لیختنشتاین باس (انگلیسی: Liechtenstein Bus) شرکت ترابری لیختن‌اشتاینی است، که در سال ۲۰۱۲ تأسیس شد.